# Chelo rock

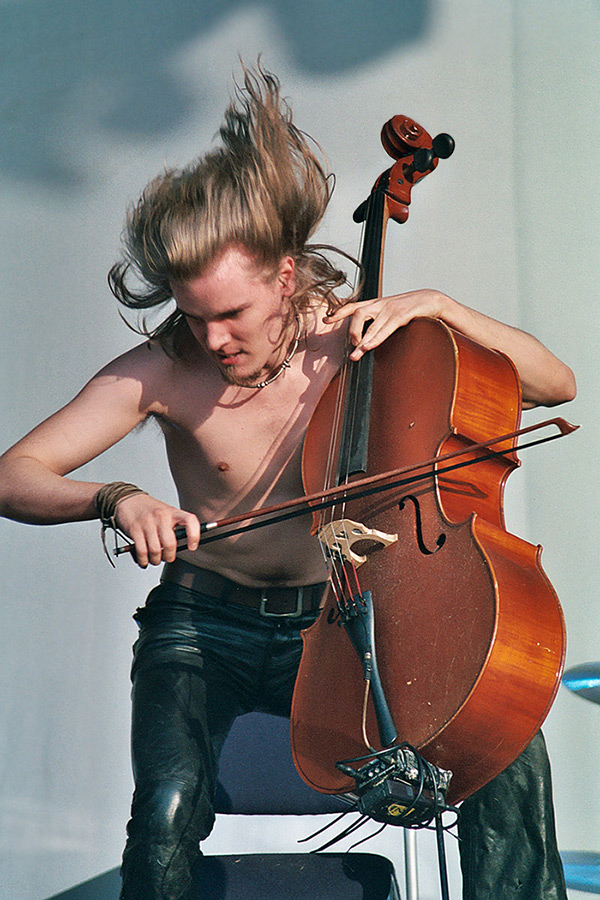
Concierto de Apocalyptica en 2003.

El chello rock en inglés pronunciado como cello rock es un subgénero del rock caracterizado por el uso de instrumentos de cuerda, especialmente violonchelos, violines y violas, junto con instrumentos eléctricos como la guitarra eléctrica, el bajo eléctrico e instrumentos de percusión como la batería. Los instrumentos de cuerda son empleados normalmente para los mismos propósitos que una guitarra eléctrica, pero su timbre característico le da un toque especial. Los violonchelos y otros instrumentos de cuerda a menudo se amplifican y modifican electrónicamente, de tal modo que parezcan guitarras eléctricas.
El chelo rock ha ido evolucionando desde sus comienzos en los años 1990 en Rusia y Alemania, aunque lentamente. Su popularidad viene dada gracias a grupos como Apocalyptica (que es chello metal) y Rasputina, que tocó con Marilyn Manson y que suele emplear pedales de distorsión en sus violonchelos. Otras bandas como Von Celo o Westbook-Fritts han ayudado a popularizar el género, sobre todo en los Estados Unidos.
Otras bandas de heavy metal emplean instrumentos de cuerda en sus grabaciones e incluso poseen un instrumentista de cuerda permanente, como puede ser el caso de Tarja y The Dreamscapes Project, aunque no pueden ser incluidas dentro del chelo rock debido al poco protagonismo que le dan a este instrumento, en comparación con los grupos que sí pertenecen a este género.

## Bandas y músicos de chelo rock
- 2Cellos
- Alamaailman Vasarat
- Apocalyptica
- Break of Reality
- Cursive
- Divinum Tragedy
- Edith Grove
- Hevein
- Johnny Hollow
- Judgement Day
- Kanon Wakeshima
- Ken Oak Band
- Murder by Death
- Noanowa
- Percucello
- Rasputina
- The 440 Alliance
- The Stiletto Formal
- Tornado Rider
- TankiaN
- Von Cello